# Comédie musicale
Pour les articles homonymes, voir Comédie musicale (homonymie).
Ne doit pas être confondu avec Film musical.
 (juin 2025).
Si vous disposez d'ouvrages ou d'articles de référence ou si vous connaissez des sites web de qualité traitant du thème abordé ici, merci de compléter l'article en donnant les références utiles à sa vérifiabilité et en les liant à la section « Notes et références ».

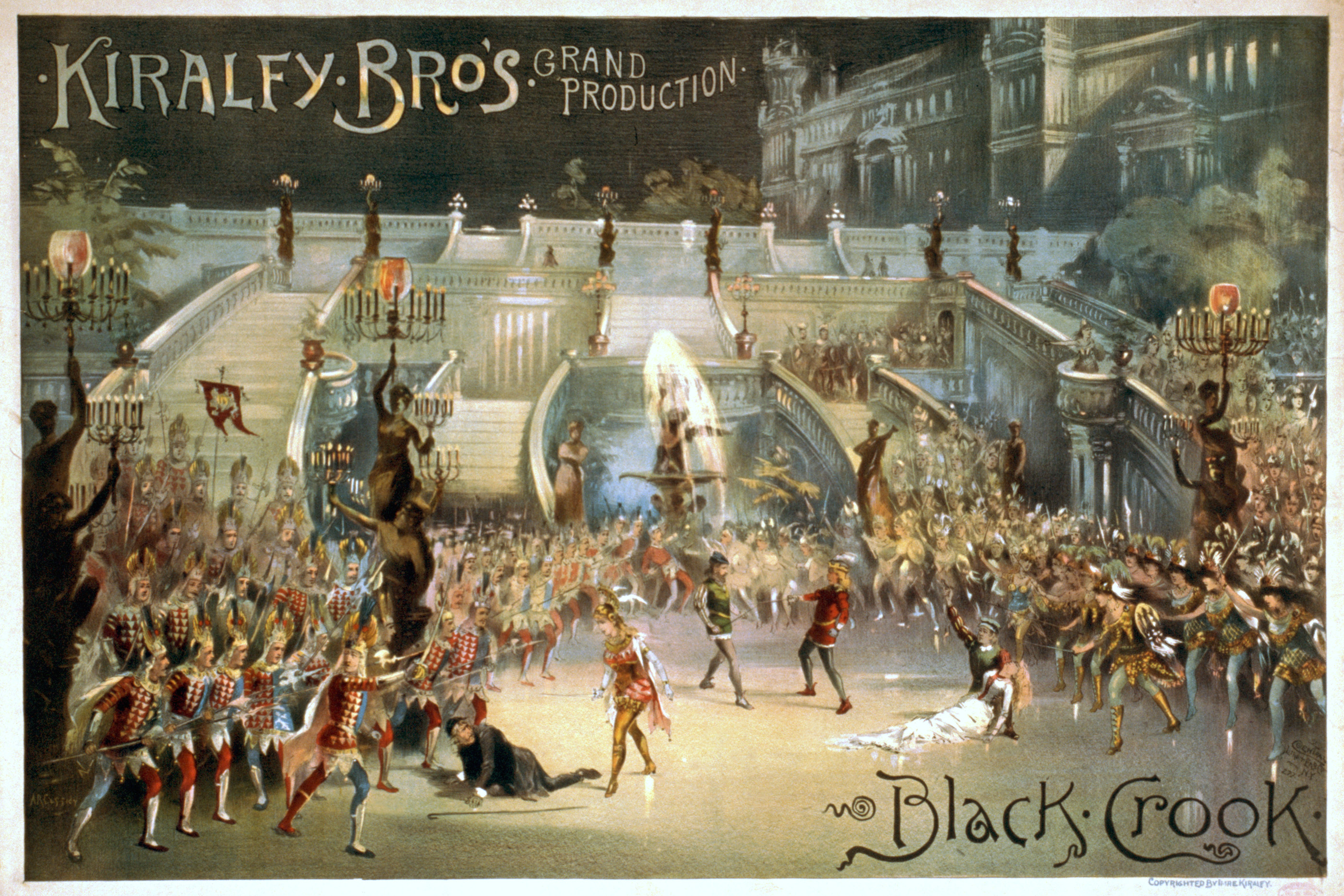
The Black Crook (1866) est considéré comme la première comédie musicale.

La comédie musicale est un genre théâtral, mêlant comédie, chant, danse. Apparue au tout début du XXe siècle mais semblable à la pantomime romaine (spectacle total incorporant danse, musique, texte chanté, costumes), elle se situe dans la lignée du mariage du théâtre et de la musique qui avait donné naissance aux siècles précédents au ballet puis à la comédie-ballet, à l'opéra, à l'opéra-bouffe et à l'opérette. Elle s'est particulièrement développée aux États-Unis, se dissociant à partir des années 1910 du genre classique par l'intégration de musiques « nouvelles » comme le jazz. De fait, le terme évoque de nos jours principalement les États-Unis et plus spécialement Broadway.
Comme pour le terme « opéra-comique », l'emploi du mot « comédie » est à prendre au sens large : en effet, les thèmes des comédies musicales peuvent être légers ou tragiques.
On utilise parfois les appellations de théâtre musical, spectacle musical ou musical.
Le terme désigne également par extension dans le langage courant un film musical. Les mondes de la comédie musicale et du film musical sont en effet intimement liés : de nombreuses comédies musicales ont été adaptées au cinéma dès l'arrivée du cinéma parlant. Il arrive, plus rarement, qu'un film musical fasse l'objet d'une adaptation scénique, comme State Fair (1945) adapté pour la scène en 1992, Mary Poppins (1964), Chitty Chitty Bang Bang (1968), Victor Victoria (1982), ou encore les longs métrages d'animation des studios Disney, La Belle et la Bête, Le Roi lion, La Petite Sirène, Tarzan et Aladdin. Enfin certains films non musicaux peuvent également faire l'objet d'adaptations comme Billy Elliot (2000).

## Origines
L’appellation « comédie musicale » (commedia musicale) est apparue a priori pour la première fois, au XVIIIe siècle en Italie pour qualifier les rares ouvrages musicaux légers mêlant chant et dialogue (et éventuellement danse), à l’image de l’opéra-comique français.
On retrouve cette appellation en France, de l'« Entre-deux-guerres » jusqu’à la fin des années 1960, pour qualifier de petites comédies de boulevard musicales, appelées également « opérettes légères », comme Couchette no 3 de Joseph Szulc, Alex Madis et Albert Willemetz créée en 1929 au théâtre des Capucines. Elle n’a alors rien à voir avec la comédie musicale américaine dans sa forme primitive. Le qualificatif de « comédie musicale » refera son apparition dans l’hexagone au milieu des années 1990 pour qualifier (de façon plus ou moins justifiée) différentes formes d’ouvrages musicaux.

## La comédie musicale anglophone

### Historique
La comédie musicale américaine, dans sa forme primitive, est née au début du XXe siècle, même si The Black Crook (1866) est parfois considérée comme la première comédie musicale. Elle est alors très différente de l'opérette ou comédie musicale européenne. Elle n’est en effet pas née d’une forme théâtrale mais du mélange de deux genres musicaux d’origine britannique, alors très en vogue outre-Atlantique : le « burlesque », sorte de petite revue née vers 1830 sur les scènes populaires des « beuglants » anglais, plus ou moins construite autour d’une trame très légère, d’un thème ou d’un simple fil conducteur dont elle conserve le système de comédie liant des numéros musicaux, et la revue de music-hall, née une vingtaine d’années plus tard dans les grands « caf' conc' » de Londres et qui se développa aux États-Unis jusqu’aux fastueuses productions de Florenz Ziegfeld dans les années 1910-1920.
La continuité dramatique n’y est pas alors vraiment respectée. Ses livrets sont plutôt un ensemble de liens autour d’une vague histoire, voire d’un concept, ne servant qu’à donner une cohérence (parfois bien fragile) à l’ensemble. Il arrive alors fréquemment que les numéros musicaux d’une même comédie musicale soient écrits par des compositeurs différents. Irving Berlin, Cole Porter ou George Gershwin s’illustrèrent dans ce genre hybride, avec des ouvrages d'une grande qualité musicale dont bon nombre de « numéros » sont devenus des « standards » de la chanson américaine. Le genre va néanmoins se théâtraliser rapidement. Cette évolution s’accélère particulièrement au début des années 1930 avec l’arrivée du cinéma parlant (et chantant) qui réclame des scénarios plus cohérents.
En 1943, Richard Rodgers démarre une collaboration – qui deviendra légendaire – avec le librettiste Oscar Hammerstein II. Après s’être essayé dans quelques revues, cet excellent compositeur avait commencé, lui aussi, dans la comédie musicale « première formule » avec pour principal collaborateur Lorenz Hart. Déjà, avec des ouvrages comme The Boys from Syracuse en 1938 (d’après La Comédie des erreurs de William Shakespeare), ou Pal Joey en 1940, il avait amorcé une forme plus construite de comédie musicale. La mort prématurée de Hart en 1943 le pousse à chercher de nouveaux collaborateurs, ce qu'il trouve en la personne de Hammerstein, doté d'une solide expérience dans la comédie musicale « classique » (ce dernier est en effet l'auteur de succès comme Rose-Marie avec Rudolf Friml en 1924, The Desert Song avec Sigmund Romberg en 1926 et Show Boat avec Jerome Kern en 1927) et qui venait d'adapter en comédie musicale l'opéra Carmen sous le titre de Carmen Jones.
Le nouveau duo va faire évoluer le genre, n’hésitant pas à aborder des sujets graves sur un ton léger et ne négligeant jamais le message social (comme Hammerstein l’avait d’ailleurs déjà amorcé avec Show Boat à propos du racisme). Leur collaboration produit des ouvrages dont la plupart vont devenir des « classiques » grâce, en particulier, à leurs adaptations cinématographiques. Parmi ceux-ci : Oklahoma ! (1943), South Pacific (1949), Le Roi et moi (1951) et La Mélodie du bonheur (1959).
Ils ouvrent une nouvelle voie à des compositeurs établis comme Irving Berlin (avec Annie Get Your Gun en 1946, Miss Liberty en 1949 ou Call me Madam en 1950), Frank Loesser (Guys and Dolls en 1950), Cole Porter (Kiss Me, Kate en 1948, Can-can en 1953), Meredith Willson (The Music Man en 1957) mais également à de nouveaux venus : Alan Jay Lerner et Frederick Loewe (My Fair Lady en 1956), Jule Styne (Gypsy en 1959, Funny Girl en 1964), Jerry Bock et Sheldon Harnick (Fiddler on the Roof en 1964), Jerry Herman (Hello, Dolly ! en 1964) ou encore Mitch Leigh et Joe Darion (Man of the Mancha en 1965).
Mais c’est le chorégraphe Jerome Robbins et le compositeur et chef d’orchestre Leonard Bernstein qui établissent les règles de la comédie musicale américaine que l’on peut qualifier de « contemporaine ». Dans On the Town en 1944, Robbins commence à mettre en pratique des idées alors révolutionnaires : réunir étroitement des formes musicales habituellement séparées aux États-Unis, le chant et la danse, en tenant compte du caractère des personnages et fondues dans des dialogues parlés. La « chorus line » (danse d'ensemble) est toujours présente comme aux premiers temps mais de façon toujours justifiée et pouvant aussi se diviser en solos. L’aboutissement de cette recherche a pour résultat en 1957 ce qui restera certainement « le » chef-d’œuvre de la comédie musicale américaine : West Side Story.

Les bouleversements culturels et sociaux accompagnant la fin des années 1960 et permettent à de nouveaux talents d'émerger. Parmi eux John Kander et Fred Ebb (Cabaret en 1966) et Stephen Sondheim. Ce compositeur commence sa carrière comme librettiste et auteur de lyrics, notamment pour West Side Story et Gypsy ou encore pour l’un des derniers ouvrages que Richard Rodgers composa après le décès d’Hammerstein (que Sondheim considérait comme son mentor) en 1960 : Do I Hear a Waltz? (1965). Mais il ne peut concevoir un livret et des lyrics sans la musique et voudrait être reconnu également comme compositeur. Ses débuts sont difficiles (Company en 1970, Follies en 1971 et A Little Night Music en 1973 d'après un film d'Ingmar Bergman). Son langage musical ne ressemble en effet pas aux standards de Broadway et déroute le public (certains critiques allant jusqu'à le traiter de « fossoyeur de la comédie musicale »[réf. nécessaire]) : aux « numéros », il préfère une continuité musicale dans l'esprit de Puccini ou de Wagner, adaptant son style aux thématiques de ses livrets, dont les sources d'inspiration (notamment puisées dans la littérature européenne et asiatique) sont jugées trop « intellectuelles ». Mais son opiniâtreté finit par payer (Sweeney Todd en 1979) et il est aujourd’hui reconnu comme l’un des plus grands noms de la comédie musicale américaine.

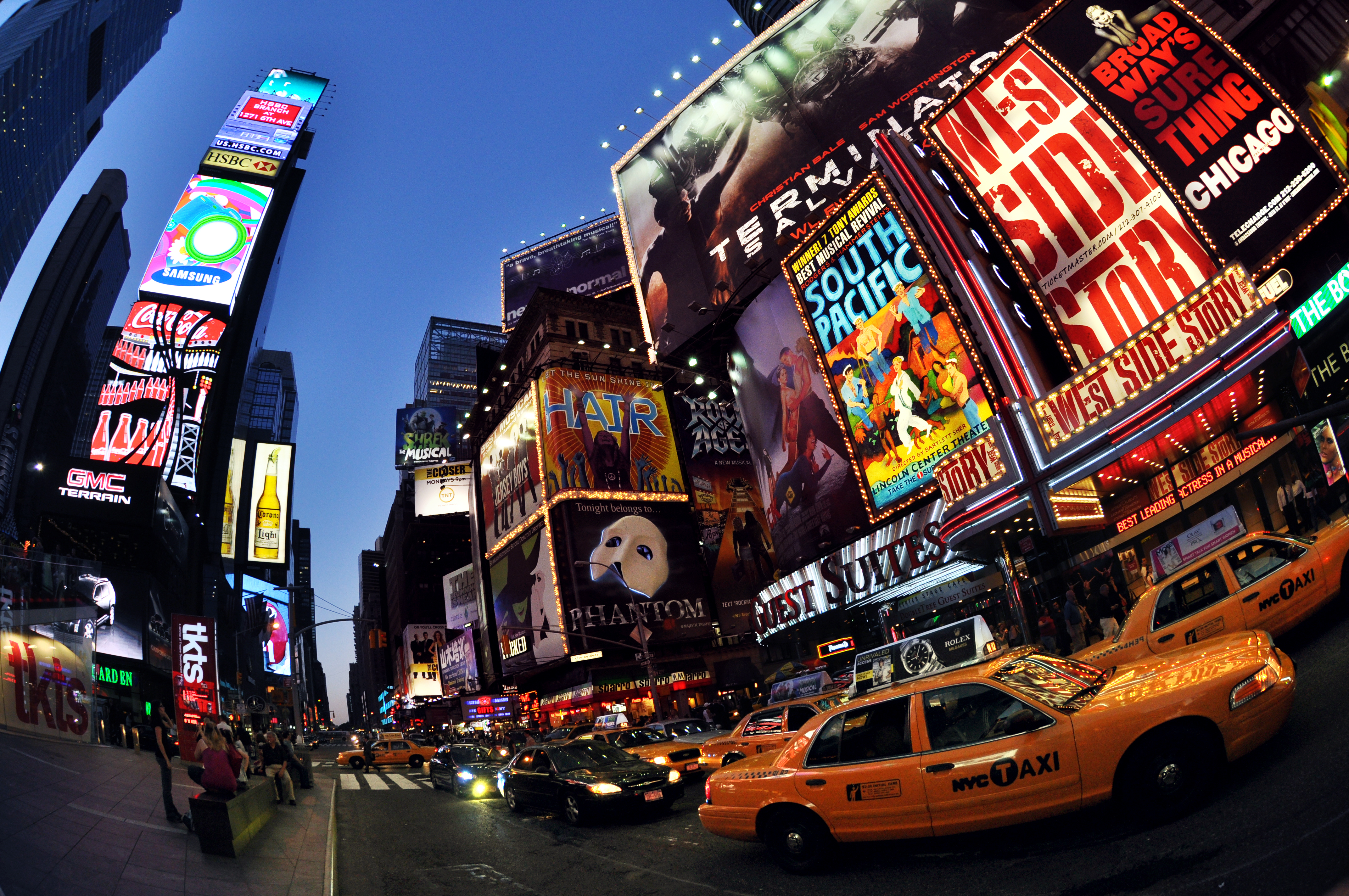
Enseignes de nombreuses comédies musicales présentées à Broadway.

La révolution hippie frappe aussi la comédie musicale : à la périphérie de la mythique Broadway (d'où leur nom de « off-Broadway ») s’installent plusieurs petites salles ou lieux de spectacles de bric et de broc, dans lesquels spectacles d’« avant-garde » et « happenings musicaux » dans l'esprit contestataire du « Flower Power » commencent à fleurir. Parmi ces derniers, l’un accède rapidement aux honneurs d’une scène on Broadway avant de faire le tour du monde : Hair, créé en 1967. Les jeunes qui, depuis de nombreuses années, boudaient la comédie musicale, viennent sans le vouloir de la renouveler, mêlant leurs rythmes (à commencer par le rock 'n' roll et la folk) et leurs idéaux dans des spectacles le plus souvent corrosifs et provocateurs.
Un autre genre de comédie musicale fait ainsi son apparition et va générer de par le monde de nouveaux jeunes émules. Dans la lignée de Hair naissent des ouvrages comme Jacques Brel Is Alive and Well and Living in Paris de Mort Shuman et Eric Blau en 1968, Godspell de Stephen Schwartz en 1971 ou plus récemment Rent de Jonathan Larson, transposition contemporaine de La Bohème de Puccini à l’époque du sida.
La scène anglaise, berceau de la pop, n'est pas en reste avec The Rocky Horror Show en 1973 et surtout un jeune compositeur qui va dorénavant marquer de son empreinte le monde de la comédie musicale, Andrew Lloyd Webber, avec Joseph and the Amazing Technicolor Dreamcoat en 1968 et surtout Jesus Christ Superstar en 1971.
Au cours des années 1980, la qualité des productions a tendance à stagner, souvent sacrifiée au profit d’hypothétiques « recettes » qui ont fait leurs preuves et que l'on n'ose changer, croyant ainsi préserver une certaine rentabilité. Le résultat est une profusion d’ouvrages coulés dans le même moule, dans un style de musique uniformisé, pour ne pas dire aseptisée, et qui finiront par ne plus faire recette. Ce qui n'est pas le cas de l’Angleterre où Andrew Lloyd Webber continue à triompher à Londres avec Evita (1978), Cats (1981) et The Phantom of the Opera en 1986 (depuis 2006, c'est la comédie musicale la plus jouée en continu à Broadway et ayant amassé le plus de recettes au guichets, avec des revenus de 3,2 milliards de dollars), rejoint bientôt par un compositeur français, Claude-Michel Schönberg, qui réussit avec un succès éclatant l'adaptation en anglais de sa comédie musicale Les Misérables (1985).
Depuis 2004, New York accueille à l'automne le NY Musical Theatre Festival (en) qui se déroule sur trois semaines.

### Particularités
La plupart des livrets de la comédie musicale américaine sont de nos jours structurés et respectent une continuité dramatique. Il est toutefois à remarquer que le genre a conservé quelques particularités de ses origines. La plus évidente est l’importance de la danse, le théâtre musical européen — à commencer par l'opéra — privilégiant pour sa part le chant et faisant même souvent totalement abstraction du ballet (cette tendance tend à se modifier). Une autre particularité est que l’on trouve encore assez souvent des dialogues en redite avec le numéro musical qui le suit.
Contrairement à la France, le succès d'une comédie musicale aux États-Unis et au Royaume-Uni se juge à sa durée. Un spectacle musical qui effectue une tournée en France restera quelques jours dans chaque ville, alors que dans les pays anglo-saxons, les comédies musicales peuvent rester plusieurs mois dans la même ville. Les Misérables détient ainsi le record absolu avec 21 années consécutives à l'affiche, de 1985 à 2006.
Cette différence s'explique par le fait que les comédies musicales anglo-saxonnes impliquent de gros moyens financiers ne pouvant se rentabiliser que sur des durées d’exploitation importantes. De plus, elles nécessitent souvent un aménagement spécial des théâtres. La salle étant également, dans certains cas, aussi décorée aux couleurs du spectacle.

## La comédie musicale française
La comédie musicale « à la française » est particulièrement florissante dans les années 1920-1930 où on l'appelle également « opérette légère ». Véritables petites comédies de boulevard musicales, elles restent très différentes de leurs « cousines » américaines. Interprétées tout au plus par une dizaine d’interprètes, elles sont accompagnées par une poignée de musiciens, voire un simple piano.
Le théâtre musical « léger » (par opposition à la musique « sérieuse ») subit à partir des années 1970 une longue éclipse. Mais à partir de 1995, un léger frémissement commence à se faire sentir avec quelques reprises de « standards » mais surtout des spectacles de montages musicaux comme La Java des mémoires, Les Années Twist et La Fièvre des années 80 de Roger Louret. Ces spectacles, qui ne peuvent toutefois être assimilés à du théâtre musical étant réalisés autour d’un concept et non d’un livret, remportent les faveurs du public, bénéficiant d’une promotion très largement relayée par les médias. Leur succès ouvre la voie à Notre-Dame de Paris, créé le 16 septembre 1998, pour lequel Richard Cocciante a accumulé les « tubes ». On ne peut cependant pas encore le qualifier à proprement parler de « comédie musicale » dans la mesure où Luc Plamondon (qui ne se gêne pas alors pour la critiquer) a plutôt écrit une succession de tableaux sans aucune continuité dramatique, destiné à mettre en images ce qui est à la base un album discographique. C’est néanmoins un succès populaire incontestable qui pose les bases d'une nouvelle forme — improprement appelée « opératique » (contrairement aux Misérables) — et qui générera de nombreux ouvrages, eux aussi adaptés d'albums musicaux aux réussites très diverses. Autre production à grand spectacle, Da Vinci : Les Ailes de la lumière, comédie musicale de Christian Schittenhelm inspirée de la vie du peintre florentin et créée durant l'été 2000 au Casino de Paris, utilise la technologie 3D dans son dispositif scénographique.
Avec les années 2000, un « retour aux traditions » se fait sentir avec l'éclosion de nombreuses productions plus modestes qui remportent un succès public et critique de par leur originalité comme Le Cabaret des hommes perdus (Molière 2007 du théâtre musical) ou L’Opéra de Sarah (Molière 2009 du théâtre musical).
L'arrivée de la société Stage Entertainment en août 2005 bouleverse le paysage musical en remettant au goût du jour la comédie musicale américaine grâce aux succès éprouvés de Cabaret aux Folies Bergère et du Roi lion au théâtre Mogador (Molière 2008 du théâtre musical), de solides ouvrages théâtraux accompagnés — comme il se doit — par un orchestre. Détentrice des droits de nombreux grands musicals, elle rachète dans la foulée le théâtre Mogador afin d'en faire un haut-lieu du théâtre musical équivalent à ceux de Londres et Broadway.
Avec le retour du théâtre musical, toute une profession commence à s’organiser et des structures, pour la plupart associatives, se constituent peu à peu. Créé à Béziers en 2005 par le producteur Matthieu Gallou, le festival Les Musicals se transporte à Paris au cours de l’été 2007 avant que des difficultés financières conduisent à l'arrêt prématuré de sa sixième édition en 2009.
Une autre structure a vu le jour en 2008 : Diva, une association créée par Cathy Sabroux et Jacky Azencot (déjà à l’origine de Musique en festival et de la salle de concerts Le Sous-Sol), organisatrice avec le webzine du musical regardencoulisse.com en mai 2009 de la « Fête du théâtre musical » au théâtre Comédia et des « Découvertes Diva », lectures publiques d’ouvrages en cours d’écriture ou en recherche de production présentés en avant-première.
Une « Fédération des musicals », encore à l'initiative de Matthieu Gallou, a regroupé entre 2006 et 2010 des professionnels (artistes, auteurs, compositeurs, producteurs) dans le but d'aider à la création, la promotion et la diffusion de toutes les formes de théâtre musical.
Depuis 2017 existent les Trophées de la Comédie Musicale : des récompenses artistiques décernées à l’occasion d’une cérémonie annuelle. Des journalistes, des blogueurs et des professionnels du spectacle vivant sont à l’initiative de ce projet, tous œuvrent à la promotion de la comédie musicale à travers une des six entités fondatrices suivantes : la chaîne YouTube Broadway à Paris, les sociétés de production Kryzensha et Musidrama, les sites web Musical Avenue et Regard en Coulisse, consacrés à l'actualité du théâtre musical et enfin l'auteur et conférencier sur l'histoire de la comédie musicale Patrick Niedo.
En 2003 naissent les premières écoles consacrées exclusivement à la comédie musicale en France, tels le Centre Rick Odums/Institut supérieur des arts de la scène et l'Académie internationale de comédie musicale (AICOM), fondée par Pierre-Yves Duchesne. D'autres écoles créent leur propre cursus pluridisciplinaire consacré à la comédie musicale comme Choreia à partir de 2001, l'ECM 3 ARTS ouvert en 2002 et devenu l'ECM de Paris ou encore Musidrama depuis 2012.
Une comédie musicale est « une pièce de théâtre en musique dont les chansons font avancer l'action » ou expliquent la psychologie d'un personnage, notamment lors de soliloques.